# Rob Witschge
Rob Witschge (Amszterdam, 1966. augusztus 22. –) Európa-bajnoki bronzérmes holland labdarúgó, középpályás, edző. Testvére Richard Witschge szintén válogatott labdarúgó.

## Pályafutása

### Klubcsapatban
Az SDW együttesében kezdte a labdarúgást, majd az Ajax korosztályos csapatában folytatta, ahol 1985-ben mutatkozott be az élvonalban. Az Ajax-szal kétszer nyert holland kupát. Tagja volt az 1986–87-es KEK-győztes együttesnek. 1989-90-ben a francia Saint-Étienne játékosa volt, majd hazatért a Feyenoordhoz, ahol egyszeres bajnok és négyszeres holland kupa győztes lett. 1996-97-ben az FC Utrecht együttesében szerepelt. 1998-99-ben a Szaúd-arábiai el-Áttihádban játszott. 1999-ben vonult vissza az aktív labdarúgástól.

### A válogatottban
1989 és 1995 között 31 alkalommal szerepelt a holland válogatottban és három gólt szerzett. Az 1992-es svédországi Európa-bajnokságon bronzérmes lett a csapattal. Tagja volt az 1994-es Egyesült Államokbeli világbajnokságon részt vevő válogatott együttesnek.

### Edzőként
2001-től edzőként tevékenykedett. Először a HFC Haarlem segédedzője volt. 2002 és 2004 között az ADO'20 vezetőedzője volt. 2004 és 2008 között a holland válogatott, majd 2008-09-ben az 
Ajax segédedzője volt.

## Sikerei, díjai
Hollandia
- Európa-bajnokság
  - bronzérmes: 1992, Svédország

 Ajax
- Holland kupa (KNVB beker)
  - győztes: 1986, 1987
- Kupagyőztesek Európa-kupája (KEK)
  - győztes: 1986–87

 Feyenoord
- Holland bajnokság
  - bajnok: 1992–93
- Holland kupa (KNVB beker)
  - győztes: 1991, 1992, 1994, 1995
- Holland szuperkupa
  - győztes: 1991

 el-Áttihád
- Szaúd-arábiai bajnokság
  - bajnok: 1998–99